# Kanton Le Dorat
Kanton Le Dorat (francouzsky Canton du Dorat) je francouzský kanton v departementu Haute-Vienne v regionu Limousin. Tvoří ho 12 obcí.

## Obce kantonu
- Azat-le-Ris
- Darnac
- Dinsac
- La Bazeuge
- La Croix-sur-Gartempe
- Le Dorat
- Oradour-Saint-Genest
- Saint-Ouen-sur-Gartempe
- Saint-Sornin-la-Marche
- Tersannes
- Thiat
- Verneuil-Moustiers